# Taschorema asmanum
Taschorema asmanum là một loài Trichoptera trong họ Hydrobiosidae. Chúng phân bố ở miền Australasia.